# Marc-Antoine Gagnon
Marc-Antoine Gagnon (Montreal, 6 maart 1991) is een Canadese freestyleskiër. Gagnon vertegenwoordigde zijn vaderland op de Olympische Winterspelen 2014 in Sotsji en op de Olympische Winterspelen 2018 in Pyeongchang.

## Carrière
Bij zijn wereldbekerdebuut, in januari 2011 in Mont Gabriel, scoorde Gagnon dankzij een negende plaats direct wereldbekerpunten. Op de wereldkampioenschappen freestyleskiën 2011 in Deer Valley eindigde de Canadees als vijftiende op het onderdeel dual moguls. In maart 2012 stond hij in Megève voor de eerste maal in zijn carrière op het podium van een wereldbekerwedstrijd. In Voss nam Gagnon deel aan de wereldkampioenschappen freestyleskiën 2013. Op dit toernooi eindigde hij als vijftiende op het onderdeel moguls en als zeventiende op het onderdeel dual moguls. Tijdens de Olympische Winterspelen van 2014 in Sotsji eindigde de Canadees als vierde op het onderdeel moguls.
Op de wereldkampioenschappen freestyleskiën 2015 in Kreischberg veroverde Gagnon de bronzen medaille op het onderdeel dual moguls, op het onderdeel moguls eindigde hij op de vijfde plaats. In de Spaanse Sierra Nevada nam hij deel aan de wereldkampioenschappen freestyleskiën 2017. Op dit toernooi eindigde hij als tiende op het onderdeel moguls en als negentiende op het onderdeel dual moguls. Tijdens de Olympische Winterspelen van 2018 in Pyeongchang eindigde de Canadees als vierde op het onderdeel moguls.

## Resultaten

### Olympische Winterspelen
| Jaar | Plaats      | Resultaten |
| ---- | ----------- | ---------- |
| 2014 | Sotsji      | 4e Moguls  |
| 2018 | Pyeongchang | 4e Moguls  |

### Wereldkampioenschappen
| Jaar | Plaats        | Resultaten                 |
| ---- | ------------- | -------------------------- |
| 2011 | Deer Valley   | 15e Dual Moguls            |
| 2013 | Voss          | 15e Dual Moguls 17e Moguls |
| 2015 | Kreischberg   | Dual Moguls · 5e Moguls    |
| 2017 | Sierra Nevada | 19e Dual Moguls 10e Moguls |

### Wereldbeker
Eindklasseringen
| Seizoen   | Algm | MO  |
| --------- | ---- | --- |
| 2010/2011 | 50e  | 13e |
| 2011/2012 | 15e  | 5e  |
| 2012/2013 | 26e  | 5e  |
| 2013/2014 | 23e  | 6e  |
| 2014/2015 | 20e  | 8e  |
| 2015/2016 | 190e | 39e |
| 2016/2017 | 52e  | 9e  |
| 2017/2018 | 49e  | 10e |